# Halecium minor
Halecium minor is een hydroïdpoliep uit de familie Haleciidae. De poliep komt uit het geslacht Halecium. Halecium minor werd in 1935 voor het eerst wetenschappelijk beschreven door Fraser. 